# Mandalum-See
Der Mandalum-See ist ein See im Norden Eritreas in der Region (Zoba) Semienawi Kayih Bahri (Karora). Er liegt im Mündungsbereich des Wadis Asray an der Küste des Roten Meeres. Das Wadi führt dem See Wasser zu und bildet auch den Abfluss.

## Geographie
Der Mandalum-See liegt 270 km nördlich der Hauptstadt Asmara und hat eine Fläche von ca. 0,73 km². Die Umgebung ist größtenteils Wüste und unfruchtbar.